# Caminhos Cruzados
Caminhos Cruzados é um romance escrito por Érico Veríssimo e publicado em 1935.
Trata-se de um romance urbano, que conta uma história coletiva, fazendo uma abordagem crítica da sociedade brasileira, mostrando o enorme contraste entre a riqueza e a pobreza e expondo fielmente os problemas em certas camadas sociais. Inspirado no Counterpoint de Aldous Huxley, o livro introduziu a técnica do contraponto na literatura brasileira.
O livro chocou os leitores conservadores e a crítica na época de sua publicação. Chegou a ser considerada uma obra imoral e subversiva pela Igreja Católica e pelo Departamento de Ordem Pública e Social, levando seu autor a ser 
até mesmo interrogado pela polícia a respeito de sua orientação política. Visto como uma obra comunista, recebeu elogios dos seguidores dessa ideologia e "manchou" a imagem de Veríssimo frente ao governo varguista, ainda mais que nesse ano irrompera a Intentona Comunista.
Recebeu o Prémio Graça Aranha.

## Enredo e personagens
Situado em um período de tempo de cinco dias (um sábado, um domingo, uma segunda, uma terça e uma quarta-feira), o livro apresenta o drama de diversos personagens que acabam se cruzando em Porto Alegre. O elenco, que pode ser separado entre "classe A" e "classe B", ou "ricos" e "pobres", serve de síntese para a situação geral vivida pela sociedade brasileira na época em questão.

### Personagens principais:
"os ricos":
- Honorato Madeira - Comerciante com boa situação financeira, leva uma vida sossegada ao lado da esposa e do filho.
- Virgínia - Esposa de Honorato, arrepende-se amargamente de ter se casado com ele. Mãe e dona de casa distante quando se casou, diz ter tido sua casa e família dominadas pela velha empregada, Angélica, não tendo criado muitos vínculos com o filho e com o próprio lar. Sonha que um antigo pretendente, Alcides, vai voltar e tirá-la daquela vida.
- Noel - Filho de Honorato e Virgínia, foi praticamente criado pela empregada da casa, Angélica, que o enchia de histórias fantasiosas. Com pouca intimidade com os pais, cresceu no mundo das histórias da velha criada, vivendo num mundo além da realidade. Tem o sonho de escrever um romance, nunca iniciado por falta de coragem.
- Coronel José Maria Pedrosa (Zé Maria) - Ex-comerciante no interior, ganhou na loteria e se mudou com toda a família para a capital, onde construiu um casarão cheio de futilidades. Quer fazer parte da alta sociedade porto-alegrense, apesar de ainda manter hábitos e costumes da classe média do interior. Não sabe pode parar de gastar. Apesar de casado, mantém uma amante francesa.
- Maria Luísa - Esposa de Zé Maria, é uma mulher melancólica e pessimista, que não vê com bons olhos a súbita mudança de condição financeira do marido. Sente eternas saudades de sua vida simples em Jacarecanga e teme a quantidade de dinheiro que o marido gasta com futilidades.
- Chinita - Filha de Zé Maria e Maria Luísa, é uma jovem de 18 anos que sonha com a vida que vê nos filmes de Hollywood. Apaixonada por um homem, não tem certeza se o sentimento é recíproco, apesar de namorarem.
- Salustiano Rosa (o Salu) - Homem rico e boa-vida, deseja e tem diversas mulheres. Passa a namorar Chinita com o intuito de despojá-la, sem Maria Luísa e Zé Maria saberem. Mas ela nunca cede em se deitar com ele, já que não sabe se ele a ama de verdade.
- Teotônio Leitão Leiria - Comerciante assim como Honorato. Homem de posses, se passa por amigo de Zé Maria, mas não quer vê-lo na boa sociedade. Por isso, investiga sobre a amante do coronel, apesar do próprio manter relacionamentos esporádicos com prostitutas.
- Dona Dodó - Esposa de Teotônio Leitão Leiria, é uma mulher religiosíssima, católica fervorosa, uma das grandes estrelas da Sociedade das Damas Piedosas: senhoras religiosas que fazem caridade às populações mais pobres.
- Vera - Filha de Teotônio Leitão Leiria e Dona Dodó. Diferente da mãe, não é religiosa e gosta de ler livros "proibidos". Melhor amiga de Chinita, mantém uma paixão platônica por ela e, consequentemente, um grande ciúme de Salu, acreditando que ele só quer usar a amada.
- Armênio Albuquerque - Jovem advogado, amigo dos Leitão Leiria, é uma espécie de admirador de Vera, que não quer nada com ele. Vive recitando mentalmente citações francesas.

#### "os pobres":
- Professor Clarimundo Roxo - Homem metódico e inteligente, tem admiração a Einstein e vive filosofando solitariamente questões de física. Seu maior desejo é escrever um livro sobre seu ponto de vista do planeta Sírio, que nunca conseguiu debater com alguém já que ninguém o entende. No final, começa a escrever seu tão esperado livro. Dá aulas particulares para Chinita.
- Dona Eudóxia - Pobre viúva que vive com os dois filhos. Passa o dia todo em sua cadeira de balanço tricotando. Vizinha do professor Clarimundo.
- Fernanda - Filha mais velha de Dona Eudóxia, secretária de Teotônio Leitão Leiria em sua sede comercial. Amante dos livros, surge boatos de que seja comunista, fato que culmina em sua demissão. Amiga de infância de Noel, os dois se amam platonicamente, sem nunca terem confirmado os desejos que sentem um pelo outro. Diferente do amado, Fernanda é pé no chão. É quem incentiva ele a escrever seu romance.
- Pedro (o Pedrinho) - Filho mais novo de Dona Eudóxia, irmão de Fernanda. Adolescente, ele trabalha num comércio para sustentar a casa junto da irmã após a morte do pai. Nutre uma paixão por uma prostituta.
- Cacilda - Prostituta, já se deitou com Salu e Teotônio. Alvo da paixão de Pedrinho, ele a faz visitas diárias, mas ela o enxerga apenas como um garoto, um irmão mais novo.
- João Benévolo - Desempregado, passa por diversos apertos em casa, sem leite para dar ao filho, comida para comer com a esposa ou dinheiro para pagar o aluguel. Mora no apartamento debaixo do professor Clarimundo. Ex-empregado de Teotônio Leitão Leiria, sua esposa vive pedindo para ele pedir o emprego de volta, mas João Benévolo, orgulho e desatento à realidade que vive, só pensa em livros.
- Laurentina (Tina) - Esposa de João Benévolo, é uma mulher amargurada e ressentida. Se arrepende amargamente de ter se casado com João Benévolo, que a conquistou com seus versos e nenhum tostão no bolso. Ainda mantém contato com um antigo pretendente, que, diferente dela, é rico.
- Ponciano - Ex-pretendente de Laurentina, de quem quase foi noivo, mantém certa proximidade da amiga e de seu marido. Dá certa quantia de dinheiro para Laurentina, mas não é suficiente para pagar todas as dívidas.
- Maximiliano - Um moribundo tuberculoso, mora no mesmo prédio do professor Clarimundo e das famílias de João Benévolo e de Dona Eudóxia. Casado e com dois filhos, tem contato somente com a esposa, que o impede de ver os filhos com medo de eles pegarem a doença. Recebe doações de Dona Dodó. Está em um morre-não-morre.